# モート
モート (mt [môtu]) は、ウガリット神話に登場する死と乾季の神。その名はセム語で「死」を意味する。
最高神イルと女神アーシラトの息子。豊穣神バアルの兄弟にして敵対者でもある。

## 神話
地下世界を統べるモートとの対決を決意したバアルは、自身が神々の王となった祝宴に招待する使者をモートに送った。だが、バアルの宮殿で行われた祝宴では自分が欲している人間の肉ではなく料理と葡萄酒が供されると知った彼は怒り、バアル自身が会いに来るよう要求した。バアルはモートに従う旨を伝え、モートの元に降りていく。その前にバアルは、太陽神シャプシュの助言を受け入れてひそかに牝牛との間に息子をもうけていた。モートは冥界に来たバアルを、身代わりと知らずに飲み込んで殺害する。
モートの肉体は冥界そのものであり、その喉は冥府の門であり、全ての生き物はその口を逃れられない。さらに神であるバアルでさえモートを永久に消滅させることはできず、バアルがモートに飲み込まれている間は自然界への恵みの一切が絶たれるという。
モートは、バアルを探し求めていたアナトから彼の身柄を返すよう求められると、バアルを飲み込んだことを話した。怒ったアナトはモートを殺害し、その体を切り刻み、すり潰し、燃やし、ふるいにかけて地に撒いた。このアナトの行為は、農作業での習慣を反映したものだとも、破壊を意図した魔術的な行為だとも考えられている。
その後バアルが復活したが、7年後にはモートも復活する。復活したモートは再びバアルと戦った。このモートとバアルの戦いは雨季と乾季の入れ代わり、自然界や農業の周期を象徴したものとされる。また、モートの復活が7年目とされるのは、畑地を7年ごとに休耕させて翌年の豊作を期待した儀式の反映だとも考えられている。
争いのさなか、モートはバアルに、その兄弟を1人寄越さねば人類を食い尽くすと言って脅した。バアルは「モートの子供たち」を送ったため、モートは再びバアルに挑んだ。2人が争っているところに太陽神シャプシュが現れ、モートに争いをやめるよう訴えた。モートはこの取りなしを受け入れ、バアルが神々の王であることを認めた。

## 信仰
モートに対する礼拝や祭儀についてはほとんど知られていない。
ビブロスのフィロ（ビュブロスのフィロン）が1世紀に残した記録によれば、フェニキアで信仰されていた神ムトは、ローマ神話の冥界の神プルートーと同一視されていたという。

### 一次資料
- 柴山栄訳 著「ウガリット（バアールとアナト）」、杉勇、三笠宮崇仁編、筑摩書房〈筑摩世界文学大系 1〉 編『古代オリエント集』1978年4月、pp. 275-326頁。ISBN 978-4-480-20601-5。
- 『ウガリトの神話 バアルの物語 - 音写資料からの翻訳と解説並びに旧約聖書への影響とその歴史的背景』谷川政美訳、新風舎、1998年9月。ISBN 978-4-7974-0327-5。

### 二次資料
- グレイ, ジョン『オリエント神話』森雅子訳、青土社〈シリーズ 世界の神話〉、1993年9月。ISBN 978-4-7917-5259-1。

- 高井啓介 著「モート」、松村一男他編 編『神の文化史事典』白水社、2013年2月、pp. 539-540頁。ISBN 978-4-560-08265-2。
- ビエンコウスキ, ピョートル、ミラード, アラン編著「モート」『図説古代オリエント事典 大英博物館版』池田裕・山田重郎訳監修、池田潤・山田恵子・山田雅道訳、東洋書林、2004年7月、pp. 506-507頁。ISBN 978-4-88721-639-6。

## 関連書籍
- ガスター, Th. H. 『世界最古の物語』 矢島文夫訳、みすず書房〈〈人間と文明の発見〉シリーズ〉、1958年12月（原著1952年）。
- 矢島文夫 『ヘブライの神話 創造と奇蹟の物語』 筑摩書房〈世界の神話 4〉、1982年12月。ISBN 978-4-480-32904-2。
- 「雨のかみさま」 『中近東の神話物語』〈母と子の世界むかし話シリーズ 18〉槙本ナナ子文、谷川彰他絵、矢島文夫解説、坪田譲治、村岡花子監修、研秀出版、1967年（絶版）